# Богушович, Шимон
Шимон (Симон, Симеон) Богушович (пол. Szymon Boguszowicz, род. не ранее конца 1575, Львов — ум. 25 мая 1648, там же) — польский художник армянского происхождения, один из известнейших мастеров львовской живописи первой половины XVII в.

## Биография
Шимон Богушович — старший сын армянина Павла Богуша Доношевича и Екатерины Амброживны. Рос во Львове на Армянской улице. Первые навыки живописи получил в мастерской своего отца, активного мастера Львовского цеха художников конца XVI ст. и сам состоял в нем.
Первые документальные упоминания о Ш.Богушовиче относятся к 1604 г., когда он вел свои денежно-имущественные дела. После смерти отца в 1605 г., унаследовал его художественную мастерскую.
Вырос Шимон Богушович на местных традициях западноевропейской живописи, в русле которых работал уже его отец, и стал одним из представителей именно такой художественной ориентации.
Выполнил ряд заказов на художественные работы со стороны городских властей Львова и элиты Речи Посполитой. Был придворным художником польских магнатов Мнишеков и др.
Некоторое время находился в замке Мнишеков в Самборе, откуда 1605 в качестве придворного художника сопровождал Лжедмитрия I в московском походе. Находился с отрядами Самозванца в Москве. Автор исторических композиций с изображением коронационного похода и коронации Марины Мнишек и приема Лжедмитрием польских послов в Грановитой Палате Московского Кремля.
В 1610 в качестве хрониста будущих событий в составе войск гетмана С.Жолкевского принял участие в еще одном походе на Москву.
Был участником и очевидцем битвы при Клушине.
Между сентябрем 1604 и маем 1611 гг. неоднократно посещал Московское государство с торговыми целями.
С 1613 работал в Жолкве при дворе гетмана С.Жолкевского.
Автор исторических и батальных полотен, портретов.

## Картины
- Битва при Клушине

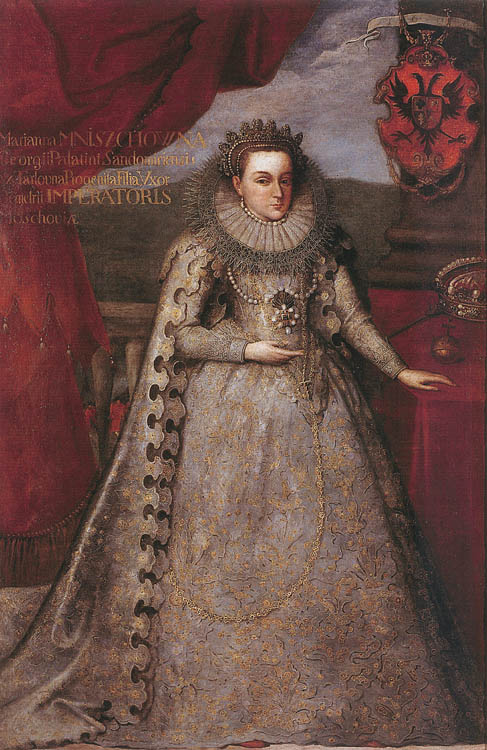
Царица Марина Мнишек в Коронационном наряде

- Коронация Дмитрия Самозванца в Москве
- Коронационный поход и коронация Марины Мнишек
- Заговор Станислава Жолкевского
- Портрет Сигизмунда III
- Портрет Лжедмитрия I
- Портрет Марины Мнишек
- Прием послов
- Портрет Ю.Мнишека
- Портрет Я. С. Мнишека

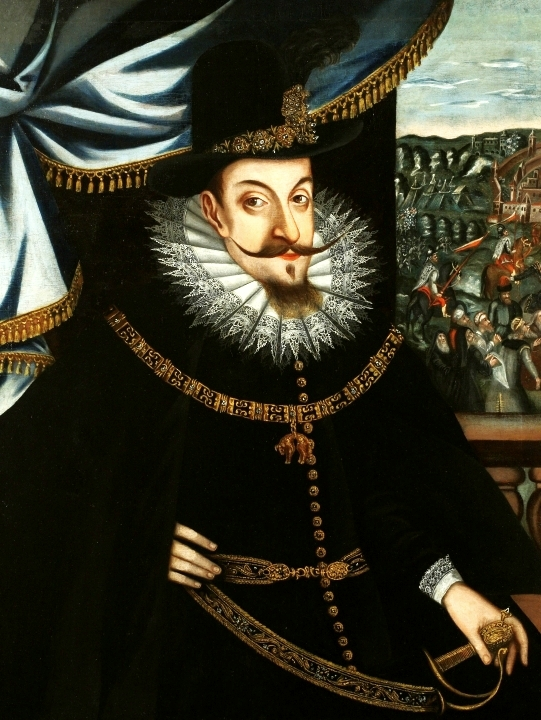
Портрет Сигизмунда III Вазы
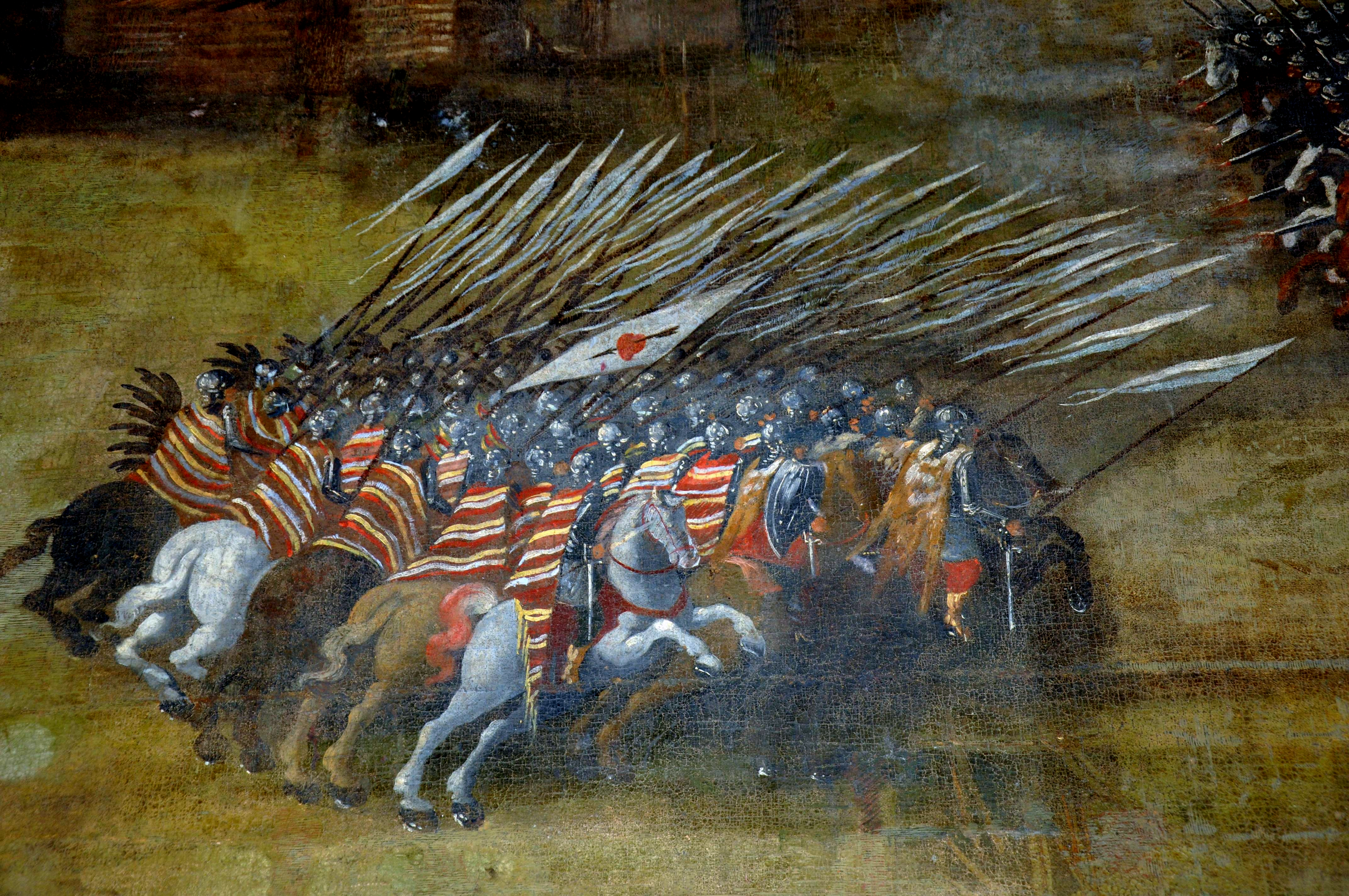
Атака польских гусаров в битве при Клушине.1610
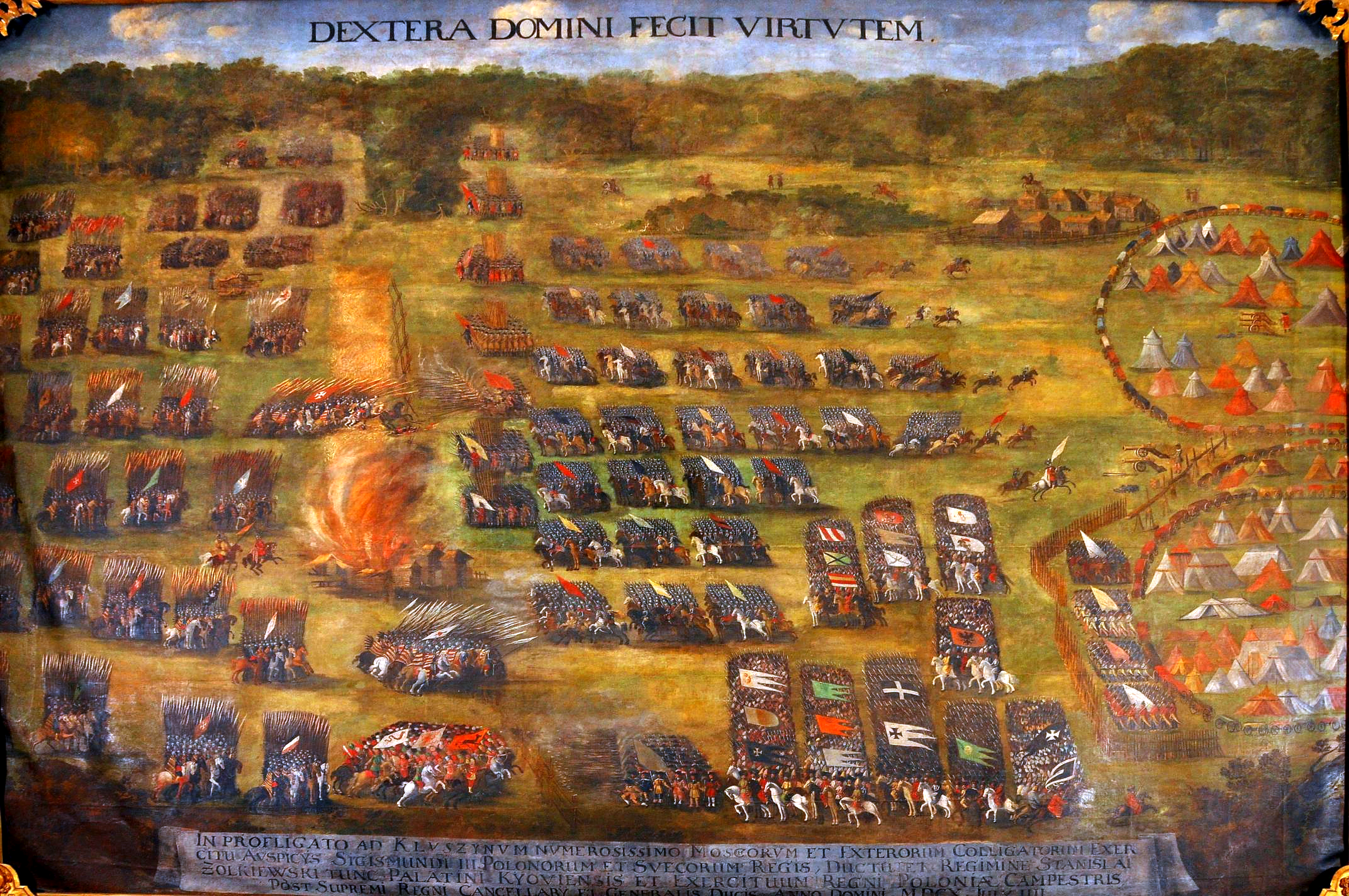
Битва при Клушине.1610
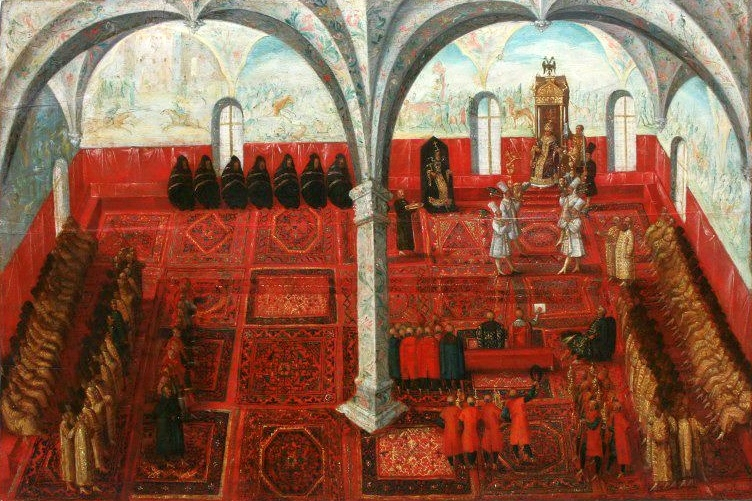
Прием Лжедмитрием польских послов в Грановитой Палате Московского Кремля
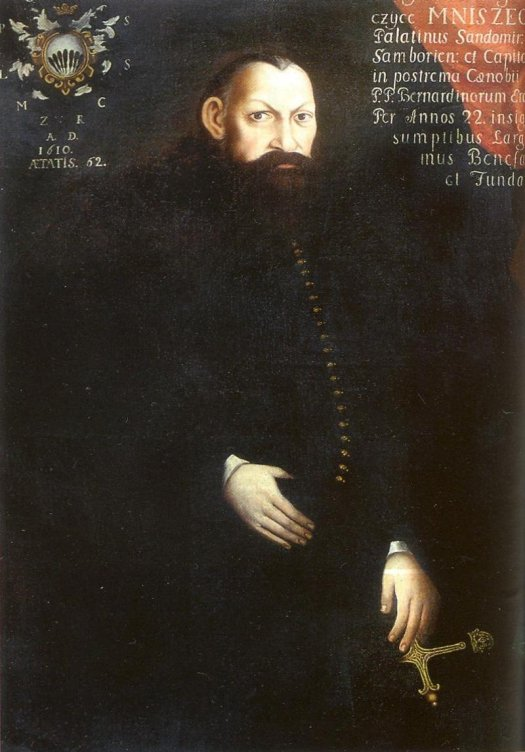
Портрет Юрия Мнишека